# Sjopiska
Sjopiska eller tjopiska är ett samlingsnamn för de dialekter som talas i östra Serbien och västra Bulgarien och norra Nordmakedonien.